# Liste des gouverneurs de la préfecture d'Ibaraki
Liste des gouverneurs de la préfecture d'Ibaraki :

## Gouverneurs élus (depuis 1947)
| Nom              | Investiture       | Fin du mandat     | Nombre de mandat(s) | Parti |
| ---------------- | ----------------- | ----------------- | ------------------- | ----- |
| Yōji Tomosue     | 21 avril 1947     | 29 mars 1959      | 3                   |       |
| Nirō Iwakami     | 23 avril 1959     | 22 avril 1975     | 4                   |       |
| Fujio Takeuchi   | 23 avril 1975     | 11 août 1993      | 5                   |       |
| Masaru Hashimoto | 26 septembre 1993 | 25 septembre 2017 | 6                   |       |
| Kazuhiko Ōigawa  | 26 septembre 2017 | —                 | 1 (en cours)        |       |